# Scharthammer
Scharthammer (oberfränkisch: Schoadhomma)  ist ein Gemeindeteil der Stadt Pegnitz im Landkreis Bayreuth (Oberfranken, Bayern). Scharthammer liegt in der Gemarkung Buchau.

## Lage
Die Einöde ist weitestgehend von Wald umgeben und liegt an der Fichtenohe. Die Kreisstraße BT 23 führt nach Buchau zur Bundesstraße 2 (1,4 km südlich) bzw. nach Leups (3,1 km nordwestlich). Nordwestlich von Scharthammer jenseits der BT 23 gibt es eine Motorsportanlage.

## Geschichte
Im Jahr 1366/68 wurden vier Hämmer bei Leups erstmals schriftlich bezeugt. Ausdrücklich erwähnt wurde der Ort in einer Urkunde, die im Zeitraum von 1398 bis 1421 entstanden sein muss, als „Schorczhamer“. Die Bedeutung des Ortsnamens ist unklar. In Scharthammer wird im 15. und 16. Jahrhundert ein Eisenhammer genannt, der vom Wasser der Pegnitz angetrieben wurde.
In der Fraisch unterstand Scharthammer bis 1780 dem brandenburg-bayreuthischen Oberamt Pegnitz, danach für kurze Zeit dem Oberamt Creußen. Von 1791/92 bis 1810 waren das preußische Justiz- und Kammeramt Pegnitz die übergeordneten Institutionen. Danach kam die gesamte Region an das Königreich Bayern.
Mit dem Gemeindeedikt (frühes 19. Jahrhundert) wurde Scharthammer dem Steuerdistrikt Buchau und der Ruralgemeinde Buchau zugewiesen. Im Rahmen der Gebietsreform in Bayern wurde Scharthammer am 1. Juli 1972 in die Stadt Pegnitz eingegliedert.